# Papieska elekcja 1216
Papieska elekcja 18 lipca 1216 – odbyła się po śmierci Innocentego III i wybrała na jego następcę Honoriusza III.

## Lista uczestników
Innocenty III zmarł 16 lipca 1216 w Perugii. W chwili jego śmierci Święte Kolegium liczyło 24 kardynałów, w tym 22 kurialnych i 2 „zagranicznych”. Wiadomo, że 17 uczestniczyło w elekcji (członkowie komisji elektorskiej są pogrubieni):
- Nicola de Romanis (nominacja kardynalska: 18 grudnia 1204) – kardynał biskup Tusculum; prymas Świętego Kolegium Kardynałów
- Guido Papareschi (22 września 1190) – kardynał biskup Palestriny; komendatariusz kościoła prezbiterialnego S. Maria in Trastevere
- Ugolino Conti di Segni (19 grudnia 1198) – kardynał biskup Ostia e Velletri
- Pelagio Galvani (22 września 1207) – kardynał biskup Albano
- Cinzio Cenci (22 września 1190) – kardynał prezbiter S. Lorenzo in Lucina
- Cencio (20 lutego 1193) – kardynał prezbiter Ss. Giovanni e Paolo
- Robert Corson (19 maja 1212) – kardynał prezbiter S. Stefano al Monte Celio
- Stefano di Ceccano OCist (13 kwietnia 1213) – kardynał prezbiter Ss. XII Apostoli; kamerling Świętego Kościoła Rzymskiego
- Gregorio Gualgano (27 maja 1206) – kardynał prezbiter S. Anastasia
- Pietro Collivaccino (19 maja 1212) – kardynał prezbiter S. Lorenzo in Damaso
- Tommaso da Capua (5 marca 1216) – kardynał prezbiter S. Sabina; przewodniczący Kancelarii Apostolskiej
- Guido Pierleone (18 grudnia 1204) – kardynał diakon S. Nicola in Carcere Tulliano; protodiakon Świętego Kolegium Kardynałów; archiprezbiter bazyliki watykańskiej
- Ottaviano Conti di Segni (27 maja 1206) – kardynał diakon Ss. Sergio e Bacco
- Giovanni Colonna di Carbognano (27 maja 1206) – kardynał diakon Ss. Cosma e Damiano
- Gregorio Crescenzi (5 marca 1216) – kardynał diakon S. Teodoro
- Romano Bonaventura (5 marca 1216) – kardynał diakon S. Angelo in Pescheria
- Stefano Conti (5 marca 1216) – kardynał diakon S. Adriano

Aż czternastu elektorów mianował Innocenty III. Zaledwie dwóch mianował papież Klemens III, a jednego Celestyn III.

### Nieobecni
Siedmiu kardynałów nie uczestniczyło w tej elekcji. Bertrannus z S. Giorgio prawdopodobnie został w Rzymie, czterech innych (Guala, Rainiero, Leo i Pietro Sasso) przebywało na zagranicznych misjach legackich, a dwóch pozostałych (Langton i Ruggiero) było tzw. „zagranicznymi kardynałami” i prawdopodobnie nie zaliczano ich do grona elektorów:
- Ruggiero di San Severino OSB (1180) – kardynał prezbiter S. Eusebio; protoprezbiter Świętego Kolegium Kardynałów; arcybiskup Benewentu
- Leone Brancaleone CanReg (3 czerwca 1200) – kardynał prezbiter S. Croce in Gerusalemme; legat papieski w Lombardii
- Pietro Sasso (18 grudnia 1204) – kardynał prezbiter S. Pudenziana; legat papieski w Niemczech
- Guala Bicchieri (18 grudnia 1204) – kardynał prezbiter Ss. Silvestro e Martino; legat papieski w Anglii
- Bertrannus (19 maja 1212) – kardynał diakon S. Giorgio in Velabro
- Rainiero da Viterbo OCist (5 marca 1216) – kardynał diakon S. Maria in Cosmedin; legat papieski w Lombardii

- Stephen Langton (27 maja 1206) – kardynał Świętego Kościoła Rzymskiego; arcybiskup Canterbury i prymas Anglii

Ruggiero z Benewentu był ostatnim żyjącym nominatem Aleksandra III, pozostałych nieobecnych mianował Innocenty III.

## Wybór Honoriusza III
Dwa dni po śmierci Innocentego III kardynałowie zebrali się, by dokonać wyboru jego następcy. Wiadomo, że elekcja odbywała się w klauzurze, nie jest jednak pewne, czy była ona dobrowolna, czy też została wymuszona przez władze Perugii. Zgromadzeni kardynałowie podjęli decyzję o wyborze papieża w procedurze compromissum, tj. nie przez całe Święte Kolegium, lecz wydelegowaną w tym celu komisję, uprawnioną do dokonania wyboru w imieniu reszty. Komisja liczyła tylko dwóch kardynałów biskupów: Guido z Palestriny i Ugolino z Ostii. 18 lipca 1216 wybrali oni na papieża kardynała Cencio, prezbitera Ss. Giovanni e Paolo, rodowitego rzymianina. Sędziwy elekt przyjął wybór jako Honoriusz III i 24 lipca został konsekrowany na biskupa w katedrze w Perugii. 31 sierpnia w Rzymie odbyły się uroczystości koronacyjne, a 3 września nowy papież objął w posiadanie bazylikę laterańską.